# أنتوني ليكو
أنتوني ليكو (بالبولندية: Antoni Łyko)‏ مواليد 27 مايو 1907 في كراكوف - الوفاة 3 يونيو 1941 في معسكر أوشفيتز بيركينو، هو لاعب كرة قدم بولندي سابق، كان يلعب في مركز الهجوم. سبق له أن لعب في كأس العالم لكرة القدم مع منتخب بلاده في مونديال عام 1938.

## المسيرة الاحترافية

### أندية لعب لها
- فيسوا كراكوف

## روابط خارجية
- أنتوني ليكو على موقع قاعدة بيانات كرة القدم.إي يو (الإنجليزية)
- أنتوني ليكو على موقع Soccerway.com (الإنجليزية)